# Acrolophus abdita
Acrolophus abdita är en fjärilsart som beskrevs av Walsingham 1914. Acrolophus abdita ingår i släktet Acrolophus och familjen Acrolophidae. Inga underarter finns listade i Catalogue of Life.